# Mandakini (rivière)
Le Mandakini est une rivière indienne d'une longueur de 70 km qui coule dans l’État de l'Uttarakhand. Elle est un affluent de l'Alaknanda dans le bassin du Gange.